# Keawemauhili
Keawemauhili [Keavemauhili] (Keawe-mau-hili; ? - 1790.) bio je havajski plemić, sin poglavice Kalaninuiamamaa i njegove polusestre Kekaulike-i-Kawekiuonalini. Bio je mlađi polubrat poglavice Kalaniʻōpuʻu-a-Kaiamamaa te tako polustric Kīwalaʻōa i Keoue Kuahuule. 
Prvo je oženio ženu zvanu ʻUlulani Velika, a zatim Kekikipaʻu. S prvom je ženom imao sinove Keaue-o-kahikionu i Elelulea Laakeaelelulua, a s drugom kćer Kapiʻolani i sina Koakanua.
Keavemauhili se pridružio svom nećaku Keoui u borbi, ali je pobjegao. Pridružio se Kamehamehi I., te ga je nećak ubio 1790.